# Отсек (самоходное артиллерийское орудие)
«Отсек» — советское экспериментальное 120-мм самоходное артиллерийское орудие. Разработано в ЦНИИ «Буревестник» в Нижнем Новгороде. В некоторых источниках ошибочно называется шифр темы «Нона-СВ». Серийно не выпускалось.

## История создания
После разработки 120-мм орудия 2С9, руководство Министерства обороны приняло решение о необходимости наличия подобного орудия в сухопутных войсках. Был открыт ряд работ на тему установки орудия 2А51 на шасси для сухопутных войск: 2С17 «Нона-СВ» — на базе 2С1, 2С17-2 «Нона-СВ» — на базе БРМ-1К (существовало только в стадии технического проекта). В начале 1980-х годов также начали рассматриваться возможности создания колёсных вариантов дивизионно-армейских артиллерийских комплексов. В 1981 году ЦНИИ «Буревестник» в рамках НИР НВ1-104-81 была поставлена задача выяснить целесообразность создания 120-мм колёсного САО с орудием 2А51. Исследования проводились в отделении №2 под руководством Л. П. Дука. Для подтверждения изысканий был изготовлен экспериментальный образец самоходного артиллерийского орудия на базе БТР-70. В 1983 году образец прошёл испытания и подтвердил целесообразность дальнейшей разработки в этом направлении. По результатам испытаний были выработаны основные тактико-технические требования, а в 1984 году Пермскому заводу имени Ленина было выдано техническое задание на разработку самоходного артиллерийского орудия на базе БТР-80 под шифром 2С23 «Нона-СВК».

## Описание конструкции

### Броневой корпус и башня
Первоначально орудие создавалось на базе плавающего бронетранспортёра БТР-70. Вместо башни с крупнокалиберным пулемётом, была установлена башня от самоходной установки 2С9 «Нона-С». Корпус машины был цельносварной и полностью герметичный, хорошо обтекался водой. Орудие было установлено в бронированную башню, в которой имелась командирская башенка с люком и прибором наблюдения.

### Вооружение
В качестве орудия использовалась 120-мм пушка-гаубица-миномёт 2А51.